# Volta à Comunidade Valenciana de 2023
A 74.ª edição da competição de ciclismo Volta à Comunidade Valenciana foi uma corrida de ciclismo em estrada por etapas que se celebrou entre 1 e 5 de fevereiro de 2023 na Espanha, com início no município da Comunidade Valenciana de Orihuela e final na cidade de Valência sobre um percurso de 779 quilómetros.
A corrida fez parte do UCI ProSeries de 2023, calendário ciclístico mundial de segunda divisão, dentro da categoria UCI 2.pro e foi vencida pelo português Rui Costa do Intermarché-Circus-Wanty. Completaram o pódio, como segundo e terceiro classificado respectivamente, o italiano Giulio Ciccone do Trek-Segafredo e o britânico Tao Geoghegan Hart do Ineos Grenadiers.

## Equipas participantes
Tomaram parte na corrida 19 equipas: 10 de categoria UCI WorldTeam convidados pela organização e 9 de categoria UCI ProTeam. Formaram assim um pelotão de 131 ciclistas dos que acabaram 97. As equipas participantes foram:
| Equipes WorldTeam (10)- Astana Qazaqstan Team - Bahrain Victorious - Bora-Hansgrohe - Intermarché-Circus-Wanty - Jumbo-Visma - Movistar Team - Team Jayco AlUla - Trek-Segafredo - UAE Team Emirates - Ineos Grenadiers Equipes ProTeam (9)- Burgos-BH - Caja Rural-Seguros RGA - Euskaltel-Euskadi - Equipo Kern Pharma - Green Project-Bardiani CSF-Faizanè - Human Powered Health - Q36.5 Pro Cycling Team - Team Flanders-Baloise - Uno-X Pro Cycling Team |
| |

## Percurso
A Volta à Comunidade Valenciana dispôs de cinco etapas para um percurso total de 787,5 quilómetros.
| Etapa | Data   | Percurso                               | type           | Distância (km) | Elevação (m) | Vencedor           | Líder geral    |
| ----- | ------ | -------------------------------------- | -------------- | -------------- | ------------ | ------------------ | -------------- |
| 1     | 1 fev. | Orihuela – Altea                       | média montanha | 189,4          | 2 076 m      | Biniam Girmay      | Biniam Girmay  |
| 2     | 2 fev. | Novelda – Alto del Pino                | alta montanha  | 178,2          | 3 458 m      | Giulio Ciccone     | Giulio Ciccone |
| 3     | 3 fev. | Bétera – Sagunto                       | média montanha | 145,1          | 1 737 m      | Simone Velasco     | Giulio Ciccone |
| 4     | 4 fev. | Burriana – Santuario de la Cueva Santa | alta montanha  | 181,6          | 3 649 m      | Tao Geoghegan Hart | Giulio Ciccone |
| 5     | 5 fev. | Paterna – Valência                     | média montanha | 93,2           | 1 169 m      | Rui Costa          | Rui Costa      |

## Desenvolvimento da corrida

### 1.ª etapa
| Orihuela - Altea | média montanha | (189,4 km) |

| \| Classificação por etapas \| Classificação por etapas \| Classificação por etapas \| Classificação por etapas \| Classificação por etapas \| \| Ciclista \| Ciclista \| Equipe \| Tempo \| \| \| ------------------------ \| ------------------------ \| ------------------------ \| ------------------------ \| ------------------------ \| \| 1. \| Biniam Girmay \| Intermarché-Circus-Wanty \| 4h38m11s \| \| \| 2. \| Olav Kooij \| Jumbo-Visma \| + 0s \| \| \| 3. \| Iván García Cortina \| Movistar Team \| + 0s \| \| \| 4. \| José Joaquín Rojas \| Movistar Team \| + 0s \| \| \| 5. \| Alex Aranburu \| Movistar Team \| + 0s \| \| \| 6. \| Antonio Jesús Soto \| Euskaltel-Euskadi \| + 0s \| \| \| 7. \| Samuele Battistella \| Astana Qazaqstan Team \| + 0s \| \| \| 8. \| Fernando Barceló \| Caja Rural-Seguros RGA \| + 0s \| \| \| 9. \| Louis Bendixen \| Uno-X Pro Cycling Team \| + 0s \| \| \| 10. \| Giulio Ciccone \| Trek-Segafredo \| + 0s \| \| |                     |                          |          |
| |                     |                          |          |
| Fonte: ProCyclingStats |                     |                          |          |
| Classificação por etapas |                     |                          |          |
| Ciclista | Ciclista            | Equipe                   | Tempo    |
| 1. | Biniam Girmay       | Intermarché-Circus-Wanty | 4h38m11s |
| 2. | Olav Kooij          | Jumbo-Visma              | + 0s     |
| 3. | Iván García Cortina | Movistar Team            | + 0s     |
| 4. | José Joaquín Rojas  | Movistar Team            | + 0s     |
| 5. | Alex Aranburu       | Movistar Team            | + 0s     |
| 6. | Antonio Jesús Soto  | Euskaltel-Euskadi        | + 0s     |
| 7. | Samuele Battistella | Astana Qazaqstan Team    | + 0s     |
| 8. | Fernando Barceló    | Caja Rural-Seguros RGA   | + 0s     |
| 9. | Louis Bendixen      | Uno-X Pro Cycling Team   | + 0s     |
| 10. | Giulio Ciccone      | Trek-Segafredo           | + 0s     |

| \| Classificação geral \| Classificação geral \| Classificação geral \| Classificação geral \| Classificação geral \| \| Ciclista \| Ciclista \| Equipe \| Tempo \| \| \| ------------------- \| ------------------- \| ------------------------ \| ------------------- \| ------------------- \| \| 1. \| Biniam Girmay \| Intermarché-Circus-Wanty \| 4h38m01s \| \| \| 2. \| Olav Kooij \| Jumbo-Visma \| + 4s \| \| \| 3. \| Iván García Cortina \| Movistar Team \| + 6s \| \| \| 4. \| José Joaquín Rojas \| Movistar Team \| + 10s \| \| \| 5. \| Alex Aranburu \| Movistar Team \| + 10s \| \| \| 6. \| Antonio Jesús Soto \| Euskaltel-Euskadi \| + 10s \| \| \| 7. \| Samuele Battistella \| Astana Qazaqstan Team \| + 10s \| \| \| 8. \| Fernando Barceló \| Caja Rural-Seguros RGA \| + 10s \| \| \| 9. \| Louis Bendixen \| Uno-X Pro Cycling Team \| + 10s \| \| \| 10. \| Giulio Ciccone \| Trek-Segafredo \| + 10s \| \| |                     |                          |          |
| |                     |                          |          |
| Fonte: ProCyclingStats |                     |                          |          |
| Classificação geral |                     |                          |          |
| Ciclista | Ciclista            | Equipe                   | Tempo    |
| 1. | Biniam Girmay       | Intermarché-Circus-Wanty | 4h38m01s |
| 2. | Olav Kooij          | Jumbo-Visma              | + 4s     |
| 3. | Iván García Cortina | Movistar Team            | + 6s     |
| 4. | José Joaquín Rojas  | Movistar Team            | + 10s    |
| 5. | Alex Aranburu       | Movistar Team            | + 10s    |
| 6. | Antonio Jesús Soto  | Euskaltel-Euskadi        | + 10s    |
| 7. | Samuele Battistella | Astana Qazaqstan Team    | + 10s    |
| 8. | Fernando Barceló    | Caja Rural-Seguros RGA   | + 10s    |
| 9. | Louis Bendixen      | Uno-X Pro Cycling Team   | + 10s    |
| 10. | Giulio Ciccone      | Trek-Segafredo           | + 10s    |

### 2.ª etapa
| Novelda - Alto del Pino | alta montanha | (178,2 km) |

| \| Classificação por etapas \| Classificação por etapas \| Classificação por etapas \| Classificação por etapas \| Classificação por etapas \| \| Ciclista \| Ciclista \| Equipe \| Tempo \| \| \| ------------------------ \| ------------------------ \| ------------------------ \| ------------------------ \| ------------------------ \| \| 1. \| Giulio Ciccone \| Trek-Segafredo \| 4h38m59s \| \| \| 2. \| Pello Bilbao \| Bahrain Victorious \| + 0s \| \| \| 3. \| Aleksandr Vlasov \| Bora-Hansgrohe \| + 0s \| \| \| 4. \| Mikel Landa \| Bahrain Victorious \| + 0s \| \| \| 5. \| Rui Costa \| Intermarché-Circus-Wanty \| + 0s \| \| \| 6. \| Anthon Charmig \| Uno-X Pro Cycling Team \| + 0s \| \| \| 7. \| Alex Aranburu \| Movistar Team \| + 0s \| \| \| 8. \| Thomas Gloag \| Jumbo-Visma \| + 0s \| \| \| 9. \| Tao Geoghegan Hart \| Ineos Grenadiers \| + 0s \| \| \| 10. \| Carlos Rodríguez \| Ineos Grenadiers \| + 6s \| \| |                    |                          |          |
| |                    |                          |          |
| Fonte: ProCyclingStats |                    |                          |          |
| Classificação por etapas |                    |                          |          |
| Ciclista | Ciclista           | Equipe                   | Tempo    |
| 1. | Giulio Ciccone     | Trek-Segafredo           | 4h38m59s |
| 2. | Pello Bilbao       | Bahrain Victorious       | + 0s     |
| 3. | Aleksandr Vlasov   | Bora-Hansgrohe           | + 0s     |
| 4. | Mikel Landa        | Bahrain Victorious       | + 0s     |
| 5. | Rui Costa          | Intermarché-Circus-Wanty | + 0s     |
| 6. | Anthon Charmig     | Uno-X Pro Cycling Team   | + 0s     |
| 7. | Alex Aranburu      | Movistar Team            | + 0s     |
| 8. | Thomas Gloag       | Jumbo-Visma              | + 0s     |
| 9. | Tao Geoghegan Hart | Ineos Grenadiers         | + 0s     |
| 10. | Carlos Rodríguez   | Ineos Grenadiers         | + 6s     |

| \| Classificação geral \| Classificação geral \| Classificação geral \| Classificação geral \| Classificação geral \| \| Ciclista \| Ciclista \| Equipe \| Tempo \| \| \| ------------------- \| ------------------- \| ------------------------ \| ------------------- \| ------------------- \| \| 1. \| Giulio Ciccone \| Trek-Segafredo \| 9h17m00s \| \| \| 2. \| Pello Bilbao \| Bahrain Victorious \| + 3s \| \| \| 3. \| Aleksandr Vlasov \| Bora-Hansgrohe \| + 6s \| \| \| 4. \| Alex Aranburu \| Movistar Team \| + 10s \| \| \| 5. \| Anthon Charmig \| Uno-X Pro Cycling Team \| + 10s \| \| \| 6. \| Thomas Gloag \| Jumbo-Visma \| + 10s \| \| \| 7. \| Rui Costa \| Intermarché-Circus-Wanty \| + 10s \| \| \| 8. \| Tao Geoghegan Hart \| Ineos Grenadiers \| + 10s \| \| \| 9. \| Mikel Landa \| Bahrain Victorious \| + 10s \| \| \| 10. \| Carlos Rodríguez \| Ineos Grenadiers \| + 16s \| \| |                    |                          |          |
| |                    |                          |          |
| Fonte: ProCyclingStats |                    |                          |          |
| Classificação geral |                    |                          |          |
| Ciclista | Ciclista           | Equipe                   | Tempo    |
| 1. | Giulio Ciccone     | Trek-Segafredo           | 9h17m00s |
| 2. | Pello Bilbao       | Bahrain Victorious       | + 3s     |
| 3. | Aleksandr Vlasov   | Bora-Hansgrohe           | + 6s     |
| 4. | Alex Aranburu      | Movistar Team            | + 10s    |
| 5. | Anthon Charmig     | Uno-X Pro Cycling Team   | + 10s    |
| 6. | Thomas Gloag       | Jumbo-Visma              | + 10s    |
| 7. | Rui Costa          | Intermarché-Circus-Wanty | + 10s    |
| 8. | Tao Geoghegan Hart | Ineos Grenadiers         | + 10s    |
| 9. | Mikel Landa        | Bahrain Victorious       | + 10s    |
| 10. | Carlos Rodríguez   | Ineos Grenadiers         | + 16s    |

### 3.ª etapa
| Bétera - Sagunto | média montanha | (145,1 km) |

| \| Classificação por etapas \| Classificação por etapas \| Classificação por etapas \| Classificação por etapas \| Classificação por etapas \| \| Ciclista \| Ciclista \| Equipe \| Tempo \| \| \| ------------------------ \| ------------------------ \| ------------------------ \| ------------------------ \| ------------------------ \| \| 1. \| Simone Velasco \| Astana Qazaqstan Team \| 3h13m47s \| \| \| 2. \| Bob Jungels \| Bora-Hansgrohe \| + 0s \| \| \| 3. \| Jonas Gregaard \| Uno-X Pro Cycling Team \| + 0s \| \| \| 4. \| Alex Aranburu \| Movistar Team \| + 3s \| \| \| 5. \| José Joaquín Rojas \| Movistar Team \| + 3s \| \| \| 6. \| Fred Wright \| Bahrain Victorious \| + 3s \| \| \| 7. \| Koen Bouwman \| Jumbo-Visma \| + 3s \| \| \| 8. \| Rui Costa \| Intermarché-Circus-Wanty \| + 3s \| \| \| 9. \| Pello Bilbao \| Bahrain Victorious \| + 3s \| \| \| 10. \| Brandon McNulty \| UAE Team Emirates \| + 3s \| \| |                    |                          |          |
| |                    |                          |          |
| Fonte: ProCyclingStats |                    |                          |          |
| Classificação por etapas |                    |                          |          |
| Ciclista | Ciclista           | Equipe                   | Tempo    |
| 1. | Simone Velasco     | Astana Qazaqstan Team    | 3h13m47s |
| 2. | Bob Jungels        | Bora-Hansgrohe           | + 0s     |
| 3. | Jonas Gregaard     | Uno-X Pro Cycling Team   | + 0s     |
| 4. | Alex Aranburu      | Movistar Team            | + 3s     |
| 5. | José Joaquín Rojas | Movistar Team            | + 3s     |
| 6. | Fred Wright        | Bahrain Victorious       | + 3s     |
| 7. | Koen Bouwman       | Jumbo-Visma              | + 3s     |
| 8. | Rui Costa          | Intermarché-Circus-Wanty | + 3s     |
| 9. | Pello Bilbao       | Bahrain Victorious       | + 3s     |
| 10. | Brandon McNulty    | UAE Team Emirates        | + 3s     |

| \| Classificação geral \| Classificação geral \| Classificação geral \| Classificação geral \| Classificação geral \| \| Ciclista \| Ciclista \| Equipe \| Tempo \| \| \| ------------------- \| ------------------- \| ------------------------ \| ------------------- \| ------------------- \| \| 1. \| Giulio Ciccone \| Trek-Segafredo \| 12h30m50s \| \| \| 2. \| Pello Bilbao \| Bahrain Victorious \| + 3s \| \| \| 3. \| Aleksandr Vlasov \| Bora-Hansgrohe \| + 6s \| \| \| 4. \| Alex Aranburu \| Movistar Team \| + 10s \| \| \| 5. \| Anthon Charmig \| Uno-X Pro Cycling Team \| + 10s \| \| \| 6. \| Thomas Gloag \| Jumbo-Visma \| + 10s \| \| \| 7. \| Rui Costa \| Intermarché-Circus-Wanty \| + 10s \| \| \| 8. \| Tao Geoghegan Hart \| Ineos Grenadiers \| + 10s \| \| \| 9. \| Mikel Landa \| Bahrain Victorious \| + 10s \| \| \| 10. \| Carlos Rodríguez \| Ineos Grenadiers \| + 16s \| \| |                    |                          |           |
| |                    |                          |           |
| Fonte: ProCyclingStats |                    |                          |           |
| Classificação geral |                    |                          |           |
| Ciclista | Ciclista           | Equipe                   | Tempo     |
| 1. | Giulio Ciccone     | Trek-Segafredo           | 12h30m50s |
| 2. | Pello Bilbao       | Bahrain Victorious       | + 3s      |
| 3. | Aleksandr Vlasov   | Bora-Hansgrohe           | + 6s      |
| 4. | Alex Aranburu      | Movistar Team            | + 10s     |
| 5. | Anthon Charmig     | Uno-X Pro Cycling Team   | + 10s     |
| 6. | Thomas Gloag       | Jumbo-Visma              | + 10s     |
| 7. | Rui Costa          | Intermarché-Circus-Wanty | + 10s     |
| 8. | Tao Geoghegan Hart | Ineos Grenadiers         | + 10s     |
| 9. | Mikel Landa        | Bahrain Victorious       | + 10s     |
| 10. | Carlos Rodríguez   | Ineos Grenadiers         | + 16s     |

### 4.ª etapa
| Burriana - Santuario de la Cueva Santa | alta montanha | (181,6 km) |

| \| Classificação por etapas \| Classificação por etapas \| Classificação por etapas \| Classificação por etapas \| Classificação por etapas \| \| Ciclista \| Ciclista \| Equipe \| Tempo \| \| \| ------------------------ \| ------------------------ \| ------------------------ \| ------------------------ \| ------------------------ \| \| 1. \| Tao Geoghegan Hart \| Ineos Grenadiers \| 4h32m00s \| \| \| 2. \| Thomas Gloag \| Jumbo-Visma \| + 0s \| \| \| 3. \| Giulio Ciccone \| Trek-Segafredo \| + 0s \| \| \| 4. \| Aleksandr Vlasov \| Bora-Hansgrohe \| + 0s \| \| \| 5. \| Mikel Landa \| Bahrain Victorious \| + 0s \| \| \| 6. \| Pello Bilbao \| Bahrain Victorious \| + 0s \| \| \| 7. \| Rui Costa \| Intermarché-Circus-Wanty \| + 0s \| \| \| 8. \| Carlos Rodríguez \| Ineos Grenadiers \| + 0s \| \| \| 9. \| Diego Ulissi \| UAE Team Emirates \| + 0s \| \| \| 10. \| Brandon McNulty \| UAE Team Emirates \| + 6s \| \| |                    |                          |          |
| |                    |                          |          |
| Fonte: ProCyclingStats |                    |                          |          |
| Classificação por etapas |                    |                          |          |
| Ciclista | Ciclista           | Equipe                   | Tempo    |
| 1. | Tao Geoghegan Hart | Ineos Grenadiers         | 4h32m00s |
| 2. | Thomas Gloag       | Jumbo-Visma              | + 0s     |
| 3. | Giulio Ciccone     | Trek-Segafredo           | + 0s     |
| 4. | Aleksandr Vlasov   | Bora-Hansgrohe           | + 0s     |
| 5. | Mikel Landa        | Bahrain Victorious       | + 0s     |
| 6. | Pello Bilbao       | Bahrain Victorious       | + 0s     |
| 7. | Rui Costa          | Intermarché-Circus-Wanty | + 0s     |
| 8. | Carlos Rodríguez   | Ineos Grenadiers         | + 0s     |
| 9. | Diego Ulissi       | UAE Team Emirates        | + 0s     |
| 10. | Brandon McNulty    | UAE Team Emirates        | + 6s     |

| \| Classificação geral \| Classificação geral \| Classificação geral \| Classificação geral \| Classificação geral \| \| Ciclista \| Ciclista \| Equipe \| Tempo \| \| \| ------------------- \| ------------------- \| ------------------------ \| ------------------- \| ------------------- \| \| 1. \| Giulio Ciccone \| Trek-Segafredo \| 17h02m46s \| \| \| 2. \| Tao Geoghegan Hart \| Ineos Grenadiers \| + 4s \| \| \| 3. \| Pello Bilbao \| Bahrain Victorious \| + 7s \| \| \| 4. \| Aleksandr Vlasov \| Bora-Hansgrohe \| + 8s \| \| \| 5. \| Thomas Gloag \| Jumbo-Visma \| + 8s \| \| \| 6. \| Rui Costa \| Intermarché-Circus-Wanty \| + 14s \| \| \| 7. \| Mikel Landa \| Bahrain Victorious \| + 14s \| \| \| 8. \| Alex Aranburu \| Movistar Team \| + 20s \| \| \| 9. \| Anthon Charmig \| Uno-X Pro Cycling Team \| + 20s \| \| \| 10. \| Carlos Rodríguez \| Ineos Grenadiers \| + 20s \| \| |                    |                          |           |
| |                    |                          |           |
| Fonte: ProCyclingStats |                    |                          |           |
| Classificação geral |                    |                          |           |
| Ciclista | Ciclista           | Equipe                   | Tempo     |
| 1. | Giulio Ciccone     | Trek-Segafredo           | 17h02m46s |
| 2. | Tao Geoghegan Hart | Ineos Grenadiers         | + 4s      |
| 3. | Pello Bilbao       | Bahrain Victorious       | + 7s      |
| 4. | Aleksandr Vlasov   | Bora-Hansgrohe           | + 8s      |
| 5. | Thomas Gloag       | Jumbo-Visma              | + 8s      |
| 6. | Rui Costa          | Intermarché-Circus-Wanty | + 14s     |
| 7. | Mikel Landa        | Bahrain Victorious       | + 14s     |
| 8. | Alex Aranburu      | Movistar Team            | + 20s     |
| 9. | Anthon Charmig     | Uno-X Pro Cycling Team   | + 20s     |
| 10. | Carlos Rodríguez   | Ineos Grenadiers         | + 20s     |

### 5.ª etapa
| Paterna - Valência | média montanha | (93,2 km) |

| \| Classificação por etapas \| Classificação por etapas \| Classificação por etapas \| Classificação por etapas \| Classificação por etapas \| \| Ciclista \| Ciclista \| Equipe \| Tempo \| \| \| ------------------------ \| ------------------------ \| ------------------------ \| ------------------------ \| ------------------------ \| \| 1. \| Rui Costa \| Intermarché-Circus-Wanty \| 2h07m16s \| \| \| 2. \| Thymen Arensman \| Ineos Grenadiers \| + 0s \| \| \| 3. \| Samuele Battistella \| Astana Qazaqstan Team \| + 7s \| \| \| 4. \| Marc Soler \| UAE Team Emirates \| + 7s \| \| \| 5. \| Giulio Ciccone \| Trek-Segafredo \| + 21s \| \| \| 6. \| Pello Bilbao \| Bahrain Victorious \| + 21s \| \| \| 7. \| Brandon McNulty \| UAE Team Emirates \| + 21s \| \| \| 8. \| Fred Wright \| Bahrain Victorious \| + 30s \| \| \| 9. \| Matej Mohorič \| Bahrain Victorious \| + 30s \| \| \| 10. \| Omar Fraile \| Ineos Grenadiers \| + 30s \| \| |                     |                          |          |
| |                     |                          |          |
| Fonte: ProCyclingStats |                     |                          |          |
| Classificação por etapas |                     |                          |          |
| Ciclista | Ciclista            | Equipe                   | Tempo    |
| 1. | Rui Costa           | Intermarché-Circus-Wanty | 2h07m16s |
| 2. | Thymen Arensman     | Ineos Grenadiers         | + 0s     |
| 3. | Samuele Battistella | Astana Qazaqstan Team    | + 7s     |
| 4. | Marc Soler          | UAE Team Emirates        | + 7s     |
| 5. | Giulio Ciccone      | Trek-Segafredo           | + 21s    |
| 6. | Pello Bilbao        | Bahrain Victorious       | + 21s    |
| 7. | Brandon McNulty     | UAE Team Emirates        | + 21s    |
| 8. | Fred Wright         | Bahrain Victorious       | + 30s    |
| 9. | Matej Mohorič       | Bahrain Victorious       | + 30s    |
| 10. | Omar Fraile         | Ineos Grenadiers         | + 30s    |

## Classificações finais
- As classificações finalizaram da seguinte forma:[4]

### Classificação geral
| \| Classificação geral \| Classificação geral \| Classificação geral \| Classificação geral \| Classificação geral \| \| Ciclista \| Ciclista \| Equipe \| Tempo \| \| \| ------------------- \| ------------------- \| ------------------------ \| ------------------- \| ------------------- \| \| 1. \| Rui Costa \| Intermarché-Circus-Wanty \| 19h10m06s \| \| \| 2. \| Giulio Ciccone \| Trek-Segafredo \| + 16s \| \| \| 3. \| Tao Geoghegan Hart \| Ineos Grenadiers \| + 19s \| \| \| 4. \| Pello Bilbao \| Bahrain Victorious \| + 21s \| \| \| 5. \| Aleksandr Vlasov \| Bora-Hansgrohe \| + 25s \| \| \| 6. \| Thomas Gloag \| Jumbo-Visma \| + 34s \| \| \| 7. \| Mikel Landa \| Bahrain Victorious \| + 40s \| \| \| 8. \| Brandon McNulty \| UAE Team Emirates \| + 45s \| \| \| 9. \| Alex Aranburu \| Movistar Team \| + 46s \| \| \| 10. \| Carlos Rodríguez \| Ineos Grenadiers \| + 46s \| \| |                    |                          |           |
| |                    |                          |           |
| Fonte: ProCyclingStats |                    |                          |           |
| Classificação geral |                    |                          |           |
| Ciclista | Ciclista           | Equipe                   | Tempo     |
| 1. | Rui Costa          | Intermarché-Circus-Wanty | 19h10m06s |
| 2. | Giulio Ciccone     | Trek-Segafredo           | + 16s     |
| 3. | Tao Geoghegan Hart | Ineos Grenadiers         | + 19s     |
| 4. | Pello Bilbao       | Bahrain Victorious       | + 21s     |
| 5. | Aleksandr Vlasov   | Bora-Hansgrohe           | + 25s     |
| 6. | Thomas Gloag       | Jumbo-Visma              | + 34s     |
| 7. | Mikel Landa        | Bahrain Victorious       | + 40s     |
| 8. | Brandon McNulty    | UAE Team Emirates        | + 45s     |
| 9. | Alex Aranburu      | Movistar Team            | + 46s     |
| 10. | Carlos Rodríguez   | Ineos Grenadiers         | + 46s     |

### Classificação dos pontos
| Classificação por pontos | Classificação por pontos | Classificação por pontos | Classificação por pontos | Classificação por pontos |
| Ciclista                 | Ciclista                 | Equipe                   | Pontos                   |                          |
| ------------------------ | ------------------------ | ------------------------ | ------------------------ | ------------------------ |
| 1.                       | Giulio Ciccone           | Trek-Segafredo           | 60 pts                   |                          |
| 2.                       | Rui Costa                | Intermarché-Circus-Wanty | 54 pts                   |                          |
| 3.                       | Pello Bilbao             | Bahrain Victorious       | 52 pts                   |                          |
| 4.                       | Alex Aranburu            | Movistar Team            | 42 pts                   |                          |
| 5.                       | Aleksandr Vlasov         | Bora-Hansgrohe           | 34 pts                   |                          |
| 6.                       | Thomas Gloag             | Jumbo-Visma              | 29 pts                   |                          |
| 7.                       | Tao Geoghegan Hart       | Ineos Grenadiers         | 27 pts                   |                          |
| 8.                       | Mikel Landa              | Bahrain Victorious       | 26 pts                   |                          |
| 9.                       | Brandon McNulty          | UAE Team Emirates        | 26 pts                   |                          |
| 10.                      | José Joaquín Rojas       | Movistar Team            | 26 pts                   |                          |

### Classificação da montanha
| Classificação da montanha | Classificação da montanha | Classificação da montanha          | Classificação da montanha | Classificação da montanha |
| Ciclista                  | Ciclista                  | Equipe                             | Pontos                    |                           |
| ------------------------- | ------------------------- | ---------------------------------- | ------------------------- | ------------------------- |
| 1.                        | Samuele Zoccarato         | Green Project-Bardiani CSF-Faizanè | 40 pts                    |                           |
| 2.                        | Javier Romo               | Astana Qazaqstan Team              | 17 pts                    |                           |
| 3.                        | Giulio Ciccone            | Trek-Segafredo                     | 16 pts                    |                           |
| 4.                        | Mulu Hailemichael         | Caja Rural-Seguros RGA             | 16 pts                    |                           |
| 5.                        | Alessandro De Marchi      | Team Jayco AlUla                   | 15 pts                    |                           |
| 6.                        | Aleksandr Vlasov          | Bora-Hansgrohe                     | 14 pts                    |                           |
| 7.                        | Tao Geoghegan Hart        | Ineos Grenadiers                   | 12 pts                    |                           |
| 8.                        | Lawson Craddock           | Team Jayco AlUla                   | 11 pts                    |                           |
| 9.                        | Joan Bou                  | Euskaltel-Euskadi                  | 10 pts                    |                           |
| 10.                       | Simone Velasco            | Astana Qazaqstan Team              | 10 pts                    |                           |

### Classificação dos jovens
| Classificação dos jovens | Classificação dos jovens | Classificação dos jovens           | Classificação dos jovens | Classificação dos jovens |
| Ciclista                 | Ciclista                 | Equipe                             | Tempo                    |                          |
| ------------------------ | ------------------------ | ---------------------------------- | ------------------------ | ------------------------ |
| 1.                       | Thomas Gloag             | Jumbo-Visma                        | 19h10m40s                |                          |
| 2.                       | Brandon McNulty          | UAE Team Emirates                  | + 11s                    |                          |
| 3.                       | Carlos Rodríguez         | Ineos Grenadiers                   | + 12s                    |                          |
| 4.                       | Anthon Charmig           | Uno-X Pro Cycling Team             | + 1m54s                  |                          |
| 5.                       | Thymen Arensman          | Ineos Grenadiers                   | + 6m25s                  |                          |
| 6.                       | Filippo Conca            | Q36.5 Pro Cycling Team             | + 7m44s                  |                          |
| 7.                       | Samuele Battistella      | Astana Qazaqstan Team              | + 14m20s                 |                          |
| 8.                       | Alex Tolio               | Green Project-Bardiani CSF-Faizanè | + 15m45s                 |                          |
| 9.                       | Pelayo Sánchez           | Burgos-BH                          | + 22m18s                 |                          |
| 10.                      | Jon Barrenetxea          | Caja Rural-Seguros RGA             | + 27m11s                 |                          |

### Classificação por equipas
| Classificação por equipes | Classificação por equipes | Classificação por equipes | Classificação por equipes |
| Equipe                    | Equipe                    | Tempo                     |                           |
| ------------------------- | ------------------------- | ------------------------- | ------------------------- |
| 1.                        | UAE Team Emirates         | 57h32m55s                 |                           |
| 2.                        | Ineos Grenadiers          | + 17s                     |                           |
| 3.                        | Bahrain Victorious        | + 1m47s                   |                           |
| 4.                        | Bora-Hansgrohe            | + 5m01s                   |                           |
| 5.                        | Trek-Segafredo            | + 5m38s                   |                           |
| 6.                        | Jumbo-Visma               | + 7m50s                   |                           |
| 7.                        | Euskaltel-Euskadi         | + 9m40s                   |                           |
| 8.                        | Movistar Team             | + 9m43s                   |                           |
| 9.                        | Astana Qazaqstan Team     | + 11m01s                  |                           |
| 10.                       | Intermarché-Circus-Wanty  | + 11m03s                  |                           |

## Evolução das classificações
| Etapa |                | Vencedor _         | Classificação geral | Prêmio por pontos | Prêmio de montanha | Juventude      | Equipes           |
| ----- | -------------- | ------------------ | ------------------- | ----------------- | ------------------ | -------------- | ----------------- |
| 1     | média montanha | Biniam Girmay      | Biniam Girmay       | Biniam Girmay     | Marc Soler         | Biniam Girmay  | Movistar Team     |
| 2     | alta montanha  | Giulio Ciccone     | Giulio Ciccone      | Giulio Ciccone    | Samuele Zoccarato  | Anthon Charmig | UAE Team Emirates |
| 3     | média montanha | Simone Velasco     | Giulio Ciccone      | Alex Aranburu     | Samuele Zoccarato  | Anthon Charmig | UAE Team Emirates |
| 4     | alta montanha  | Tao Geoghegan Hart | Giulio Ciccone      | Giulio Ciccone    | Samuele Zoccarato  | Thomas Gloag   | UAE Team Emirates |
| 5     | média montanha | Rui Costa          | Rui Costa           | Giulio Ciccone    | Samuele Zoccarato  | Thomas Gloag   | UAE Team Emirates |
| Final | Final          |                    | Rui Costa           | Giulio Ciccone    | Samuele Zoccarato  | Thomas Gloag   | UAE Team Emirates |

## Ciclistas participantes e posições finais
| Bora-Hansgrohe BOH | Bora-Hansgrohe BOH     | Bora-Hansgrohe BOH |
| ------------------ | ---------------------- | ------------------ |
| Num                | Ciclista               | Pos                |
| 1                  | Aleksandr Vlasov       | 5.                 |
| 2                  | Matteo Fabbro (ITA)    | 23.                |
| 3                  | Nico Denz (GER)        | HD-5               |
| 4                  | Bob Jungels (LUX)      | HD-5               |
| 5                  | Lennard Kämna (GER)    | NP-5               |
| 6                  | Anton Palzer (GER)     | 68.                |
| 7                  | Cesare Benedetti (POL) | HD-5               |

| Jumbo-Visma TJV | Jumbo-Visma TJV          | Jumbo-Visma TJV |
| --------------- | ------------------------ | --------------- |
| Num             | Ciclista                 | Pos             |
| 11              | Koen Bouwman (NED)       | 29.             |
| 12              | Thomas Gloag (GBR)       | 6.              |
| 13              | Michel Hessmann (GER)    | DNF-3           |
| 14              | Olav Kooij (NED)         | 77.             |
| 15              | Sam Oomen (NED)          | 20.             |
| 16              | Tosh Van der Sande (BEL) | 72.             |
| 17              | Lars Boven (NED)         | NP-3            |

| Ineos Grenadiers IGD | Ineos Grenadiers IGD             | Ineos Grenadiers IGD |
| -------------------- | -------------------------------- | -------------------- |
| Num                  | Ciclista                         | Pos                  |
| 21                   | Thymen Arensman (NED)            | 30.                  |
| 22                   | Jonathan Castroviejo (ESP)       | 27.                  |
| 23                   | Laurens De Plus (BEL)            | 21.                  |
| 24                   | Omar Fraile (ESP)                | 37.                  |
| 25                   | Tao Geoghegan Hart (GBR)         | 3.                   |
| 26                   | Salvatore Puccio (ITA)           | HD-5                 |
| 27                   | Carlos Rodríguez (ESP) (estrada) | 10.                  |

| UAE Team Emirates UAD | UAE Team Emirates UAD       | UAE Team Emirates UAD |
| --------------------- | --------------------------- | --------------------- |
| Num                   | Ciclista                    | Pos                   |
| 31                    | Mikkel Bjerg (DEN)          | NP-1                  |
| 32                    | Rafał Majka (POL)           | 12.                   |
| 33                    | Brandon McNulty (USA)       | 8.                    |
| 34                    | Juan Sebastián Molano (COL) | 85.                   |
| 35                    | Domen Novak (SLO)           | DNF-5                 |
| 36                    | Marc Soler (ESP)            | 13.                   |
| 37                    | Diego Ulissi (ITA)          | 11.                   |

| Bahrain Victorious TBV | Bahrain Victorious TBV | Bahrain Victorious TBV |
| ---------------------- | ---------------------- | ---------------------- |
| Num                    | Ciclista               | Pos                    |
| 41                     | Pello Bilbao (ESP)     | 4.                     |
| 42                     | Damiano Caruso (ITA)   | 33.                    |
| 43                     | Mikel Landa (ESP)      | 7.                     |
| 44                     | Gino Mäder (SUI)       | 60.                    |
| 45                     | Matej Mohorič (SLO)    | 42.                    |
| 46                     | Wout Poels (NED)       | 47.                    |
| 47                     | Fred Wright (GBR)      | 66.                    |

| Trek-Segafredo TFS | Trek-Segafredo TFS           | Trek-Segafredo TFS |
| ------------------ | ---------------------------- | ------------------ |
| Num                | Ciclista                     | Pos                |
| 51                 | Giulio Ciccone (ITA)         | 2.                 |
| 52                 | Kenny Elissonde (FRA)        | 22.                |
| 53                 | Amanuel Gebrezgabihier (ERI) | 65.                |
| 55                 | Bauke Mollema (NED)          | 18.                |
| 56                 | Edward Theuns (BEL)          | 81.                |

| Intermarché-Circus-Wanty ICW | Intermarché-Circus-Wanty ICW | Intermarché-Circus-Wanty ICW |
| ---------------------------- | ---------------------------- | ---------------------------- |
| Num                          | Ciclista                     | Pos                          |
| 61                           | Rui Costa (POR)              | 1.                           |
| 62                           | Biniam Girmay (ERI)          | DNF-4                        |
| 63                           | Madis Mihkels (EST)          | 76.                          |
| 64                           | Laurens Huys (BEL)           | 87.                          |
| 65                           | Mike Teunissen (NED)         | 75.                          |
| 66                           | Loïc Vliegen (BEL)           | 35.                          |
| 67                           | Georg Zimmermann (GER)       | 19.                          |

| Movistar Team MOV | Movistar Team MOV               | Movistar Team MOV |
| ----------------- | ------------------------------- | ----------------- |
| Num               | Ciclista                        | Pos               |
| 71                | Alex Aranburu (ESP)             | 9.                |
| 72                | Jorge Arcas (ESP)               | 40.               |
| 73                | Iván García Cortina (ESP)       | 80.               |
| 74                | Lluís Mas (ESP)                 | 97.               |
| 75                | Antonio Pedrero (ESP)           | 24.               |
| 76                | José Joaquín Rojas (ESP)        | 38.               |
| 77                | Gonzalo Serrano Rodríguez (ESP) | 34.               |

| Astana Qazaqstan Team AST | Astana Qazaqstan Team AST | Astana Qazaqstan Team AST |
| ------------------------- | ------------------------- | ------------------------- |
| Num                       | Ciclista                  | Pos                       |
| 81                        | David de la Cruz (ESP)    | NP-5                      |
| 82                        | Luis León Sánchez (ESP)   | 25.                       |
| 83                        | Samuele Battistella (ITA) | 39.                       |
| 84                        | Gianmarco Garofoli (ITA)  | NP-4                      |
| 85                        | Javier Romo (ESP)         | 56.                       |
| 86                        | Christian Scaroni (ITA)   | 44.                       |
| 87                        | Simone Velasco (ITA)      | 53.                       |

| Team Jayco AlUla JAY | Team Jayco AlUla JAY       | Team Jayco AlUla JAY |
| -------------------- | -------------------------- | -------------------- |
| Num                  | Ciclista                   | Pos                  |
| 91                   | Edward Dunbar (IRL)        | NP-2                 |
| 92                   | Lawson Craddock (USA)      | 52.                  |
| 93                   | Callum Scotson (AUS)       | 15.                  |
| 94                   | Alessandro De Marchi (ITA) | 67.                  |
| 95                   | Tsgabu Grmay (ETH)         | 48.                  |
| 96                   | Welay Berehe (ETH)         | DNF-2                |
| 97                   | Blake Quick (AUS)          | HD-5                 |

| Uno-X Pro Cycling Team UXT | Uno-X Pro Cycling Team UXT | Uno-X Pro Cycling Team UXT |
| -------------------------- | -------------------------- | -------------------------- |
| Num                        | Ciclista                   | Pos                        |
| 101                        | Alexander Kristoff (NOR)   | 90.                        |
| 102                        | Louis Bendixen (DEN)       | 63.                        |
| 103                        | Anders Skaarseth (NOR)     | 69.                        |
| 104                        | Niklas Eg (DEN)            | 61.                        |
| 105                        | Jonas Gregaard (DEN)       | 36.                        |
| 106                        | Torstein Træen (NOR)       | 14.                        |
| 107                        | Anthon Charmig (DEN)       | 17.                        |

| Team Flanders-Baloise TFB | Team Flanders-Baloise TFB | Team Flanders-Baloise TFB |
| ------------------------- | ------------------------- | ------------------------- |
| Num                       | Ciclista                  | Pos                       |
| 111                       | Ruben Apers (BEL)         | DNF-2                     |
| 112                       | Kamiel Bonneu (BEL)       | NP-2                      |
| 113                       | Toon Clynhens (BEL)       | 62.                       |
| 114                       | Sander De Pestel (BEL)    | 82.                       |
| 115                       | Lindsay De Vylder (BEL)   | 88.                       |
| 116                       | Jules Hesters (BEL)       | HD-5                      |
| 117                       | Ward Vanhoof (BEL)        | 91.                       |

| Green Project-Bardiani CSF-Faizanè BCF | Green Project-Bardiani CSF-Faizanè BCF | Green Project-Bardiani CSF-Faizanè BCF |
| -------------------------------------- | -------------------------------------- | -------------------------------------- |
| Num                                    | Ciclista                               | Pos                                    |
| 121                                    | Luca Covili (ITA)                      | 46.                                    |
| 122                                    | Filippo Fiorelli (ITA)                 | 96.                                    |
| 123                                    | Davide Gabburo (ITA)                   | 58.                                    |
| 124                                    | Riccardo Lucca (ITA)                   | NP-3                                   |
| 125                                    | Alex Tolio (ITA)                       | 41.                                    |
| 126                                    | Alessandro Tonelli (ITA)               | 59.                                    |
| 127                                    | Samuele Zoccarato (ITA)                | 71.                                    |

| Caja Rural-Seguros RGA CJR | Caja Rural-Seguros RGA CJR   | Caja Rural-Seguros RGA CJR |
| -------------------------- | ---------------------------- | -------------------------- |
| Num                        | Ciclista                     | Pos                        |
| 131                        | Orluis Aular (VEN) (estrada) | HD-5                       |
| 132                        | Fernando Barceló (ESP)       | 51.                        |
| 133                        | Jon Barrenetxea (ESP)        | 55.                        |
| 134                        | Mulu Hailemichael (ETH)      | 94.                        |
| 135                        | Sergio Martín (ESP)          | 43.                        |
| 136                        | Joel Nicolau (ESP)           | DNF-4                      |
| 137                        | Eduard Prades (ESP)          | DNF-4                      |

| Human Powered Health HPM | Human Powered Health HPM    | Human Powered Health HPM |
| ------------------------ | --------------------------- | ------------------------ |
| Num                      | Ciclista                    | Pos                      |
| 141                      | Stanislaw Aniolkowski (POL) | HD-5                     |
| 142                      | Alan Banaszek (POL)         | DNF-2                    |
| 143                      | Stephen Bassett (USA)       | HD-5                     |
| 144                      | August Jensen (NOR)         | 73.                      |
| 145                      | Colin Joyce (USA)           | 89.                      |
| 146                      | Barnabás Peák (HUN)         | 95.                      |
| 147                      | Ben Perry (CAN)             | 92.                      |

| Equipo Kern Pharma EKP | Equipo Kern Pharma EKP | Equipo Kern Pharma EKP |
| ---------------------- | ---------------------- | ---------------------- |
| Num                    | Ciclista               | Pos                    |
| 151                    | Roger Adrià (ESP)      | NP-3                   |
| 152                    | Urko Berrade (ESP)     | 64.                    |
| 153                    | Giovanni Carboni (ITA) | 57.                    |
| 154                    | Héctor Carretero (ESP) | NP-5                   |
| 155                    | Jon Agirre (ESP)       | 32.                    |
| 156                    | Iñigo Elosegui (ESP)   | 79.                    |
| 157                    | Pablo Castrillo (ESP)  | 93.                    |

| Burgos-BH BBH | Burgos-BH BBH                  | Burgos-BH BBH |
| ------------- | ------------------------------ | ------------- |
| Num           | Ciclista                       | Pos           |
| 161           | Óscar Pelegrí (ESP)            | HD-5          |
| 162           | Andrés Camilo Ardila (COL)     | 84.           |
| 163           | José Manuel Díaz Gallego (ESP) | 45.           |
| 164           | Jesús Ezquerra (ESP)           | DNF-3         |
| 165           | Daniel Navarro (ESP)           | 54.           |
| 166           | Pelayo Sánchez (ESP)           | 50.           |
| 167           | Ander Okamika (ESP)            | 78.           |

| Euskaltel-Euskadi EUS | Euskaltel-Euskadi EUS    | Euskaltel-Euskadi EUS |
| --------------------- | ------------------------ | --------------------- |
| Num                   | Ciclista                 | Pos                   |
| 171                   | Antonio Jesús Soto (ESP) | DNF-4                 |
| 172                   | Unai Cuadrado (ESP)      | 86.                   |
| 173                   | Xabier Isasa (ESP)       | 83.                   |
| 174                   | Mikel Bizkarra (ESP)     | 16.                   |
| 175                   | Gotzon Martín (ESP)      | 26.                   |
| 176                   | Joan Bou (ESP)           | 28.                   |
| 177                   | Mikel Iturria (ESP)      | 74.                   |

| Q36.5 Pro Cycling Team Q36 | Q36.5 Pro Cycling Team Q36 | Q36.5 Pro Cycling Team Q36 |
| -------------------------- | -------------------------- | -------------------------- |
| Num                        | Ciclista                   | Pos                        |
| 181                        | Filippo Conca (ITA)        | 31.                        |
| 182                        | Tom Devriendt (BEL)        | 49.                        |
| 183                        | Damien Howson (AUS)        | HD-5                       |
| 184                        | Tobias Ludvigsson (SWE)    | DNF-5                      |
| 185                        | Matteo Moschetti (ITA)     | HD-5                       |
| 186                        | Antonio Puppio (ITA)       | DNF-4                      |
| 187                        | Nicolò Parisini (ITA)      | 70.                        |

| Bora-Hansgrohe BOH | Bora-Hansgrohe BOH     | Bora-Hansgrohe BOH |
| ------------------ | ---------------------- | ------------------ |
| Num                | Ciclista               | Pos                |
| 1                  | Aleksandr Vlasov       | 5.                 |
| 2                  | Matteo Fabbro (ITA)    | 23.                |
| 3                  | Nico Denz (GER)        | HD-5               |
| 4                  | Bob Jungels (LUX)      | HD-5               |
| 5                  | Lennard Kämna (GER)    | NP-5               |
| 6                  | Anton Palzer (GER)     | 68.                |
| 7                  | Cesare Benedetti (POL) | HD-5               |

| Jumbo-Visma TJV | Jumbo-Visma TJV          | Jumbo-Visma TJV |
| --------------- | ------------------------ | --------------- |
| Num             | Ciclista                 | Pos             |
| 11              | Koen Bouwman (NED)       | 29.             |
| 12              | Thomas Gloag (GBR)       | 6.              |
| 13              | Michel Hessmann (GER)    | DNF-3           |
| 14              | Olav Kooij (NED)         | 77.             |
| 15              | Sam Oomen (NED)          | 20.             |
| 16              | Tosh Van der Sande (BEL) | 72.             |
| 17              | Lars Boven (NED)         | NP-3            |

| Ineos Grenadiers IGD | Ineos Grenadiers IGD             | Ineos Grenadiers IGD |
| -------------------- | -------------------------------- | -------------------- |
| Num                  | Ciclista                         | Pos                  |
| 21                   | Thymen Arensman (NED)            | 30.                  |
| 22                   | Jonathan Castroviejo (ESP)       | 27.                  |
| 23                   | Laurens De Plus (BEL)            | 21.                  |
| 24                   | Omar Fraile (ESP)                | 37.                  |
| 25                   | Tao Geoghegan Hart (GBR)         | 3.                   |
| 26                   | Salvatore Puccio (ITA)           | HD-5                 |
| 27                   | Carlos Rodríguez (ESP) (estrada) | 10.                  |

| UAE Team Emirates UAD | UAE Team Emirates UAD       | UAE Team Emirates UAD |
| --------------------- | --------------------------- | --------------------- |
| Num                   | Ciclista                    | Pos                   |
| 31                    | Mikkel Bjerg (DEN)          | NP-1                  |
| 32                    | Rafał Majka (POL)           | 12.                   |
| 33                    | Brandon McNulty (USA)       | 8.                    |
| 34                    | Juan Sebastián Molano (COL) | 85.                   |
| 35                    | Domen Novak (SLO)           | DNF-5                 |
| 36                    | Marc Soler (ESP)            | 13.                   |
| 37                    | Diego Ulissi (ITA)          | 11.                   |

| Bahrain Victorious TBV | Bahrain Victorious TBV | Bahrain Victorious TBV |
| ---------------------- | ---------------------- | ---------------------- |
| Num                    | Ciclista               | Pos                    |
| 41                     | Pello Bilbao (ESP)     | 4.                     |
| 42                     | Damiano Caruso (ITA)   | 33.                    |
| 43                     | Mikel Landa (ESP)      | 7.                     |
| 44                     | Gino Mäder (SUI)       | 60.                    |
| 45                     | Matej Mohorič (SLO)    | 42.                    |
| 46                     | Wout Poels (NED)       | 47.                    |
| 47                     | Fred Wright (GBR)      | 66.                    |

| Trek-Segafredo TFS | Trek-Segafredo TFS           | Trek-Segafredo TFS |
| ------------------ | ---------------------------- | ------------------ |
| Num                | Ciclista                     | Pos                |
| 51                 | Giulio Ciccone (ITA)         | 2.                 |
| 52                 | Kenny Elissonde (FRA)        | 22.                |
| 53                 | Amanuel Gebrezgabihier (ERI) | 65.                |
| 55                 | Bauke Mollema (NED)          | 18.                |
| 56                 | Edward Theuns (BEL)          | 81.                |

| Intermarché-Circus-Wanty ICW | Intermarché-Circus-Wanty ICW | Intermarché-Circus-Wanty ICW |
| ---------------------------- | ---------------------------- | ---------------------------- |
| Num                          | Ciclista                     | Pos                          |
| 61                           | Rui Costa (POR)              | 1.                           |
| 62                           | Biniam Girmay (ERI)          | DNF-4                        |
| 63                           | Madis Mihkels (EST)          | 76.                          |
| 64                           | Laurens Huys (BEL)           | 87.                          |
| 65                           | Mike Teunissen (NED)         | 75.                          |
| 66                           | Loïc Vliegen (BEL)           | 35.                          |
| 67                           | Georg Zimmermann (GER)       | 19.                          |

| Movistar Team MOV | Movistar Team MOV               | Movistar Team MOV |
| ----------------- | ------------------------------- | ----------------- |
| Num               | Ciclista                        | Pos               |
| 71                | Alex Aranburu (ESP)             | 9.                |
| 72                | Jorge Arcas (ESP)               | 40.               |
| 73                | Iván García Cortina (ESP)       | 80.               |
| 74                | Lluís Mas (ESP)                 | 97.               |
| 75                | Antonio Pedrero (ESP)           | 24.               |
| 76                | José Joaquín Rojas (ESP)        | 38.               |
| 77                | Gonzalo Serrano Rodríguez (ESP) | 34.               |

| Astana Qazaqstan Team AST | Astana Qazaqstan Team AST | Astana Qazaqstan Team AST |
| ------------------------- | ------------------------- | ------------------------- |
| Num                       | Ciclista                  | Pos                       |
| 81                        | David de la Cruz (ESP)    | NP-5                      |
| 82                        | Luis León Sánchez (ESP)   | 25.                       |
| 83                        | Samuele Battistella (ITA) | 39.                       |
| 84                        | Gianmarco Garofoli (ITA)  | NP-4                      |
| 85                        | Javier Romo (ESP)         | 56.                       |
| 86                        | Christian Scaroni (ITA)   | 44.                       |
| 87                        | Simone Velasco (ITA)      | 53.                       |

| Team Jayco AlUla JAY | Team Jayco AlUla JAY       | Team Jayco AlUla JAY |
| -------------------- | -------------------------- | -------------------- |
| Num                  | Ciclista                   | Pos                  |
| 91                   | Edward Dunbar (IRL)        | NP-2                 |
| 92                   | Lawson Craddock (USA)      | 52.                  |
| 93                   | Callum Scotson (AUS)       | 15.                  |
| 94                   | Alessandro De Marchi (ITA) | 67.                  |
| 95                   | Tsgabu Grmay (ETH)         | 48.                  |
| 96                   | Welay Berehe (ETH)         | DNF-2                |
| 97                   | Blake Quick (AUS)          | HD-5                 |

| Uno-X Pro Cycling Team UXT | Uno-X Pro Cycling Team UXT | Uno-X Pro Cycling Team UXT |
| -------------------------- | -------------------------- | -------------------------- |
| Num                        | Ciclista                   | Pos                        |
| 101                        | Alexander Kristoff (NOR)   | 90.                        |
| 102                        | Louis Bendixen (DEN)       | 63.                        |
| 103                        | Anders Skaarseth (NOR)     | 69.                        |
| 104                        | Niklas Eg (DEN)            | 61.                        |
| 105                        | Jonas Gregaard (DEN)       | 36.                        |
| 106                        | Torstein Træen (NOR)       | 14.                        |
| 107                        | Anthon Charmig (DEN)       | 17.                        |

| Team Flanders-Baloise TFB | Team Flanders-Baloise TFB | Team Flanders-Baloise TFB |
| ------------------------- | ------------------------- | ------------------------- |
| Num                       | Ciclista                  | Pos                       |
| 111                       | Ruben Apers (BEL)         | DNF-2                     |
| 112                       | Kamiel Bonneu (BEL)       | NP-2                      |
| 113                       | Toon Clynhens (BEL)       | 62.                       |
| 114                       | Sander De Pestel (BEL)    | 82.                       |
| 115                       | Lindsay De Vylder (BEL)   | 88.                       |
| 116                       | Jules Hesters (BEL)       | HD-5                      |
| 117                       | Ward Vanhoof (BEL)        | 91.                       |

| Green Project-Bardiani CSF-Faizanè BCF | Green Project-Bardiani CSF-Faizanè BCF | Green Project-Bardiani CSF-Faizanè BCF |
| -------------------------------------- | -------------------------------------- | -------------------------------------- |
| Num                                    | Ciclista                               | Pos                                    |
| 121                                    | Luca Covili (ITA)                      | 46.                                    |
| 122                                    | Filippo Fiorelli (ITA)                 | 96.                                    |
| 123                                    | Davide Gabburo (ITA)                   | 58.                                    |
| 124                                    | Riccardo Lucca (ITA)                   | NP-3                                   |
| 125                                    | Alex Tolio (ITA)                       | 41.                                    |
| 126                                    | Alessandro Tonelli (ITA)               | 59.                                    |
| 127                                    | Samuele Zoccarato (ITA)                | 71.                                    |

| Caja Rural-Seguros RGA CJR | Caja Rural-Seguros RGA CJR   | Caja Rural-Seguros RGA CJR |
| -------------------------- | ---------------------------- | -------------------------- |
| Num                        | Ciclista                     | Pos                        |
| 131                        | Orluis Aular (VEN) (estrada) | HD-5                       |
| 132                        | Fernando Barceló (ESP)       | 51.                        |
| 133                        | Jon Barrenetxea (ESP)        | 55.                        |
| 134                        | Mulu Hailemichael (ETH)      | 94.                        |
| 135                        | Sergio Martín (ESP)          | 43.                        |
| 136                        | Joel Nicolau (ESP)           | DNF-4                      |
| 137                        | Eduard Prades (ESP)          | DNF-4                      |

| Human Powered Health HPM | Human Powered Health HPM    | Human Powered Health HPM |
| ------------------------ | --------------------------- | ------------------------ |
| Num                      | Ciclista                    | Pos                      |
| 141                      | Stanislaw Aniolkowski (POL) | HD-5                     |
| 142                      | Alan Banaszek (POL)         | DNF-2                    |
| 143                      | Stephen Bassett (USA)       | HD-5                     |
| 144                      | August Jensen (NOR)         | 73.                      |
| 145                      | Colin Joyce (USA)           | 89.                      |
| 146                      | Barnabás Peák (HUN)         | 95.                      |
| 147                      | Ben Perry (CAN)             | 92.                      |

| Equipo Kern Pharma EKP | Equipo Kern Pharma EKP | Equipo Kern Pharma EKP |
| ---------------------- | ---------------------- | ---------------------- |
| Num                    | Ciclista               | Pos                    |
| 151                    | Roger Adrià (ESP)      | NP-3                   |
| 152                    | Urko Berrade (ESP)     | 64.                    |
| 153                    | Giovanni Carboni (ITA) | 57.                    |
| 154                    | Héctor Carretero (ESP) | NP-5                   |
| 155                    | Jon Agirre (ESP)       | 32.                    |
| 156                    | Iñigo Elosegui (ESP)   | 79.                    |
| 157                    | Pablo Castrillo (ESP)  | 93.                    |

| Burgos-BH BBH | Burgos-BH BBH                  | Burgos-BH BBH |
| ------------- | ------------------------------ | ------------- |
| Num           | Ciclista                       | Pos           |
| 161           | Óscar Pelegrí (ESP)            | HD-5          |
| 162           | Andrés Camilo Ardila (COL)     | 84.           |
| 163           | José Manuel Díaz Gallego (ESP) | 45.           |
| 164           | Jesús Ezquerra (ESP)           | DNF-3         |
| 165           | Daniel Navarro (ESP)           | 54.           |
| 166           | Pelayo Sánchez (ESP)           | 50.           |
| 167           | Ander Okamika (ESP)            | 78.           |

| Euskaltel-Euskadi EUS | Euskaltel-Euskadi EUS    | Euskaltel-Euskadi EUS |
| --------------------- | ------------------------ | --------------------- |
| Num                   | Ciclista                 | Pos                   |
| 171                   | Antonio Jesús Soto (ESP) | DNF-4                 |
| 172                   | Unai Cuadrado (ESP)      | 86.                   |
| 173                   | Xabier Isasa (ESP)       | 83.                   |
| 174                   | Mikel Bizkarra (ESP)     | 16.                   |
| 175                   | Gotzon Martín (ESP)      | 26.                   |
| 176                   | Joan Bou (ESP)           | 28.                   |
| 177                   | Mikel Iturria (ESP)      | 74.                   |

| Q36.5 Pro Cycling Team Q36 | Q36.5 Pro Cycling Team Q36 | Q36.5 Pro Cycling Team Q36 |
| -------------------------- | -------------------------- | -------------------------- |
| Num                        | Ciclista                   | Pos                        |
| 181                        | Filippo Conca (ITA)        | 31.                        |
| 182                        | Tom Devriendt (BEL)        | 49.                        |
| 183                        | Damien Howson (AUS)        | HD-5                       |
| 184                        | Tobias Ludvigsson (SWE)    | DNF-5                      |
| 185                        | Matteo Moschetti (ITA)     | HD-5                       |
| 186                        | Antonio Puppio (ITA)       | DNF-4                      |
| 187                        | Nicolò Parisini (ITA)      | 70.                        |

Convenções:
- AB-N: Abandono na etapa "N"
- FLT-N: Retiro por chegada fora do limite de tempo na etapa "N"
- NTS-N: Não tomou a saída para a etapa "N"
- DES-N: Desclassificado ou expulsado na etapa "N"

## UCI World Ranking
A Volta a Comunidade Valenciana outorgou pontos para o UCI World Ranking para corredores das equipas nas categorias UCI WorldTeam, UCI ProTeam e Continental. As seguintes tabelas são o barómetro de pontuação e os dez corredores que obtiveram mais pontos:
| Posição             | 1.º | 2.º | 3.º | 4.º | 5.º | 6.º | 7.º | 8.º | 9.º | 10.º | 11.º | 12.º | 13.º | 14.º | 15.º | 16.º-30.º | 31.º-40.º |
| Classificação geral | 200 | 150 | 125 | 100 | 85  | 70  | 60  | 50  | 40  | 35   | 30   | 25   | 20   | 15   | 10   | 5         | 3         |
| Por etapa           | 20  | 15  | 10  | 5   | 3   |     |     |     |     |      |      |      |      |      |      |           |           |
| Líder               | 5   |     |     |     |     |     |     |     |     |      |      |      |      |      |      |           |           |

| Classificação |                    |                          |       |       |       |       |
| Posição       | Ciclista           | Equipa                   | Geral | Etapa | Líder | Total |
| ------------- | ------------------ | ------------------------ | ----- | ----- | ----- | ----- |
| 1.º           | Rui Costa          | Intermarché-Circus-Wanty | 200   | 23    | -     | 223   |
| 2.º           | Giulio Ciccone     | Trek-Segafredo           | 150   | 33    | 15    | 198   |
| 3.º           | Tao Geoghegan Hart | Ineos Grenadiers         | 125   | 20    | -     | 145   |
| 4.º           | Pello Bilbao       | Bahrain Victorious       | 100   | 15    | -     | 115   |
| 5.º           | Aleksandr Vlasov   | Bora-Hansgrohe           | 85    | 15    | -     | 100   |
| 6.º           | Thomas Gloag       | Jumbo-Visma              | 70    | 15    | -     | 85    |
| 7.º           | Mikel Landa        | Bahrain Victorious       | 60    | 8     | -     | 68    |
| 8.º           | Brandon McNulty    | UAE Emirates             | 50    | -     | -     | 50    |
| 9.º           | Alex Aranburu      | Movistar                 | 40    | 8     | -     | 48    |
| 10.º          | Carlos Rodríguez   | Ineos Grenadiers         | 35    | -     | -     | 35    |